# Kovalivka, Nemîriv
Kovalivka (în ucraineană Ковалівка) este localitatea de reședință a comunei Kovalivka din raionul Nemîriv, regiunea Vinnița, Ucraina.

## Demografie
Componența lingvistică a localității Kovalivka
     Ucraineană (99,1%)
     Alte limbi (0,87%)
Conform recensământului din 2001, majoritatea populației localității Kovalivka era vorbitoare de ucraineană (99,1%), existând în minoritate și vorbitori de alte limbi.